# 拉什季夫齊
49°13′33″N 26°5′59″E / 49.22583°N 26.09972°E
拉什季夫齊（烏克蘭語：Раштівці）是位於烏克蘭西部特諾皮爾州裏喬爾特基夫區的村莊，處於吉尼拉河畔，距離小比爾基1公里，始建於1564年，面積3平方公里，2001年人口782。